# Jan Bereza
Jan Mirosław Bereza, urodził się jako Mirosław Bereza (ur. 17 lipca 1955 w Warszawie, zm. 20 lutego 2011 w Lesznie) – polski benedyktyn, propagator medytacji chrześcijańskiej.

## Życiorys
Absolwent filozofii na Akademii Teologii Katolickiej w Warszawie, w 1982 wstąpił do klasztoru benedyktynów w Lubiniu i przyjął imię Jan. W 1988 przyjął święcenia kapłańskie, w latach 1999–2002 sprawował funkcję przeora wspólnoty klasztornej. Od 1998 był członkiem Komitetu Episkopatu Polski do Spraw Dialogu z Religiami Niechrześcijańskimi.
W 1988 założył w Lubiniu Ośrodek Medytacji Chrześcijańskiej, którym kierował do 2006. Współpracował ze Światową Wspólnotą Medytacji Chrześcijańskiej oraz Benedyktyńską komisją ds. dialogu międzyreligijnego na płaszczyźnie monastycznej. Propagował medytację zakorzenioną w tradycji monastycznej, a jednocześnie otwartą na doświadczenie religii Wschodu. Popularyzował wschodnie techniki medytacyjne, starając się je zaadaptować dla potrzeb modlitwy chrześcijańskiej. Zainicjował Dni Medytacji Chrześcijańskiej w Lubiniu. W założonym przez niego ośrodku nauczano medytacji według tradycji tzw. modlitwy monologicznej, z użyciem jednego krótkiego wezwania zaczerpniętego z Pisma Świętego. Był zaangażowany w dialog chrześcijańsko-buddyjski. Zmarł w 2011 po ciężkiej chorobie.

## Twórczość
- Sztuka codziennego życia (1997),
- Myśli codziennego umysłu (2007),
- Posty i tosty (z Ewą Awdziejczyk) (2010),
- hasła Leksykonu wielkich teologów XX/XXI wieku, wyd. Biblioteka „Więzi” (2004).